# Андрич, Срджан
Срджян А́ндрич (хорв. Srđan Andrić; 5 января 1980, Дубровник, СФРЮ) — хорватский футболист, полузащитник.

## Карьера
Его профессиональная карьера началась в 1999 году, когда он переехал в Сплит играть за местный клуб «Хайдук». Молодой игрок проявил себя хорошим образом и стал игроком основы. За те пять лет, которые он провёл в клубе, он сыграл 103 игры и забил 9 мячей, выиграл два Чемпионата Хорватии 2001 и 2004 года, два Кубка Хорватии в 2000 и 2003 годах и стал капитаном команды.
Затем Срджян решил уехать за границу, в греческий «Панатинаикос». Он сыграл там три сезона, но провёл всего 25 матчей, забив 2 мяча. Неудачное выступление в Греции заставило его покинуть клуб (контракт он отработал) и вернуться в «Хайдук». В 2012 году он уехал в ОАЭ, где год отыграл за клуб «Аль-Вахда» из Абу-Даби. Летом 2013 года Андрич завершил футбольную карьеру.

## Достижения
- Чемпион Хорватии: 2000/01, 2003/04.
- Обладатель Кубка Хорватии: 1999/2000, 2002/03.